# José Eugênio Corrêa
José Eugênio Corrêa (Lima Duarte, 30 de maio de 1914 — Juiz de Fora, 28 de janeiro de 2010) foi um bispo católico brasileiro. Foi o quinto bispo da Diocese de Caratinga, em Minas Gerais.

## Biografia
Dom Eugênio nasceu em Lima Duarte, na Zona da Mata de Minas Gerais, filho de Camila Augusta de Almeida e de Antônio Eugênio Correia.
Fez o ginásio no Seminário Santo Antônio em Juiz de Fora. Cursou filosofia no Seminário Maior de Mariana (1935-1936), e teologia na Pontifícia Universidade Gregoriana, em Roma, Itália (1937-1941). Foi ordenado presbítero em Roma, em 26 de outubro de 1941.
De volta ao Brasil, foi nomeado pároco da Catedral de Juiz de Fora, de 1942 a 1946, quando assumiu a reitoria do Seminário Santo Antônio. Em 1947, tornou-se pároco de Rio Preto, em cuja função esteve por dez anos, até ser elevado ao episcopado.
Em 19 de agosto de 1957, o Papa Pio XII nomeou José Eugênio como sucessor do renunciante Dom João Batista Cavati, CM, no governo da Diocese de Caratinga. Sua sagração episcopal tomou lugar na Catedral de Juiz de Fora, celebrada pelo bispo Dom Justino José de Sant'Ana, com auxílio de Dom Oton Mota, bispo auxiliar, e Dom Rodolfo das Mercês de Oliveira Pena, bispo de Valença, em 10 de novembro de 1957. Tomou posse de sua diocese em 12 de dezembro seguinte.
Dom José foi titular de Caratinga por cerca de 21 anos, até renunciar em 27 de novembro de 1978.

### Consagrações
Dom José Eugênio ordenou bispo:
- Dom Antônio Filippe da Cunha, SDN (1986);

Dom José Eugênio concelebrou a ordenação dos bispos:
- José Nicomedes Grossi (1963);
- Altivo Pacheco Ribeiro )1963);
- José Martins da Silva, SDN (1978);
- Hélio Gonçalves Heleno (1979);
- Odilon Guimarães Moreira (1999);
- Paulo Mendes Peixoto (2006).

### Últimos anos e morte
Dom José viveu seus últimos anos em Juiz de Fora, Minas Gerais.
Em 26 de outubro de 2001, comemorou seu jubileu de diamante como padre e, novembro de 2007, seu jubileu de ouro como bispo.
Faleceu na manhã de quinta-feira, 28 de janeiro de 2010, de insuficiência respiratória na Santa Casa de Misericórdia de Juiz de Fora, aos 95 anos de idade. No início daquele mês, ele havia sido internado na Santa Casa vítima de uma pneumonia. Após alguns dias, teve alta e voltou para a Paróquia São José, onde ele residia. No início da semana, um pouco inchado, Dom Correia voltou a ser internado com problemas pulmonares.
O corpo foi velado em Juiz de Fora durante a tarde e a noite do dia do óbito e, no dia seguinte, foi levado para Caratinga, em cuja catedral foi sepultado junto dos demais bispos diocesanos.

## Obras publicadas
Publicou "Diretrizes" da Diocese de Caratinga.Esteve à frente da diocese de 1957 a 1978. Participou do Concílio Vaticano II, fundou a Revista Diretrizes, o Seminário Diocesano de Nossa Senhora do Rosário, e participou da fundação do Centro Universitário de Caratinga.